# 과라니어
과라니어(Guaraní)는 투피과라니어군에 속하는 남아메리카 원주민 언어로, 파라과이에서 스페인어와 함께 공용어로 쓰인다. 볼리비아, 브라질, 아르헨티나의 인접 지역에서도 일부 집단이 사용한다.
남아메리카에서 아이마라어와 케추아어와 함께 여전히 영향력을 가지고 있는 몇 안 되는 언어 중 하나인데, 다른 지역들에서는 스페인어로의 언어 전이가 광범위하게 일어났기 때문이다. 현대 과라니어는 스페인어에서 들어온 차용어가 많으며, 로마 문자로 표기된다.
오늘날 과라니어라 하면 주로 파라과이에서 쓰이는 과라니어 변종을 가리키지만, 본래 더 넓은 방언연속체로서 여러 방언으로 이루어져 있다. 식민화 이전에 브라질에 광범위하게 분포해 있던 투피족(Tupi)의 언어인 고대 투피어가 과라니어와 가까운 관계였다.

## 문법
과라니어는 교착성이 매우 강한 언어로서, 종종 포합어로도 분류된다. 잘 알려진 fluid-S형 활격 언어이며, 일반적으로 SVO형 어순을 가지나 주어가 특정되지 않았을 때는 OV형 어순이 된다. 문법적 성이나 관사는 없지만 스페인어의 영향으로 정관사 la(단수)와 lo(복수)가 쓰이는 경우가 많다. 대명사에서 1인칭 복수는 포괄성을 구분한다.

## 어휘
과라니어는 오랜 접촉으로 스페인어로부터 많은 어휘를 받아들였으며, 대부분은 스페인의 식민화 이후 새로 도입된 사물이나 개념을 지칭하는 용어들이다. 역으로 스페인어나 포르투갈어를 통해 외부 언어에도 과라니어 유래의 어휘가 일부 전해졌는데, 영어의 재규어(jaguar)나 피라냐(piraña) 등 동식물의 이름이 대부분이다. 다만 이것은 협의의 과라니어가 아니라 연관된 다른 투피과라니어에서 유래한 어휘일 수도 있다. 특히 파라과이와 우루과이의 국명은 과라니어 유래로 보이는데, 명확한 뜻은 알려져 있지 않다.

## 같이 보기

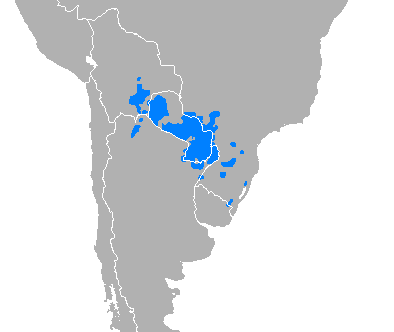
과라니어의 분포

- 과라니인
- 녜엥가투어
- 요파라